# Andy Breckman
Andrew Ross Breckman (Filadelfia, 3 marzo 1955) è uno sceneggiatore e conduttore radiofonico statunitense, consultato spesso come Script doctor. Assieme a David Hoberman ha contribuito a creare la serie televisiva Detective Monk.

## Biografia
Breckman nacque a Filadelfia in una famiglia ebrea, ma visse a Haddonfield e si iscrisse alla Moorestown Friends School e alla Haddonfield Memorial High School. Lasciò l'Università di Boston e cercò di iniziare una carriera musicale. Attualmente, egli vive a Madison con sua moglie Beth Landau e i suoi due figli. Breckman ne ha altri tre da un precedente matrimonio. Suo fratello David Breckman lavorò nella produzione della serie.

## Attività
Breckman scrisse alcuni sketch di Saturday Night Live fino al 1996. Il suo maggiore successo fu la serie televisiva Detective Monk, anche grazie alle proprie vene umoristiche. Ammise di essere un vorace lettore delle opere di Arthur Conan Doyle, John D. MacDonald ed è un fan della serie televisiva Colombo. Scrisse anche 7 episodi della serie Funhouse e, nel 2015, il "Dog Show" per The Jack and Triumph Show. Nel luglio 2016 fu parte di una squadra di scrittori che crearono battute per degli sketch di Triumph, un pupazzo di un cane che insulta celebrità.